# Ga Chợ Tía
Ga Chợ Tía là một nhà ga xe lửa tại xã Tô Hiệu, huyện Thường Tín, thành phố Hà Nội. Nhà ga là một điểm trên tuyến Đường sắt Bắc Nam tiếp nối sau ga Thường Tín và trước ga Phú Xuyên. Lý trình ga: Km 25 + 500.